# 狗屋

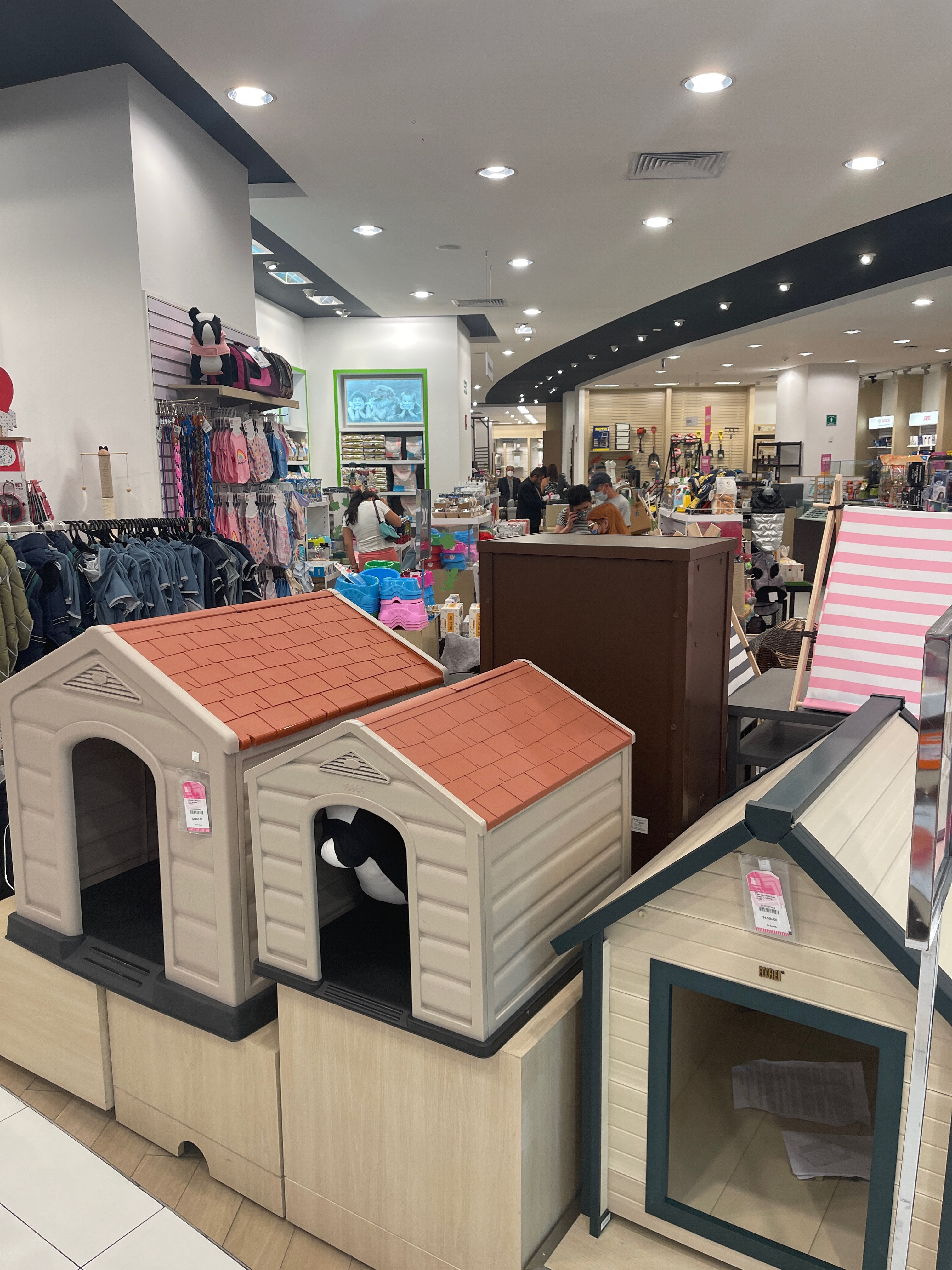

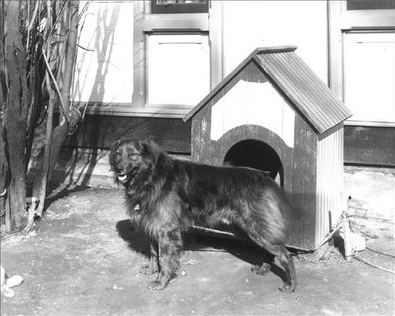
一间木制狗屋。

狗屋就是狗所居住的屋子，一般野狗是居無定所，所以是不可能有所謂的狗屋，但是狗在人類的畜養之下，人類為其打造房屋，讓狗有居住的地方，屬於人類的傢俱品，材料方面從木頭、紙類、塑料、金屬等等。

## 備註
- 狗屋也常被引伸為人類所居住的房子過於髒亂。
- 此外名狗史奴比雖然有狗屋，但是不喜歡居住在狗屋裡面，史奴比通常都是睡在狗屋屋頂。

## 以狗屋為題材電影
- 2009年英國電影：狗屋 (電影)

## 其他
- 香港的警署被反對者稱為「狗屋」。

## 外部連結
- NOWnews （页面存档备份，存于）
- KAIAK.TW[永久]